# NGC 4499
NGC 4499 je prečkasta spiralna galaktika u zviježđu Centauru. 

## Vanjske poveznice
- (engl.) SEDS: NGC 4499
- (engl.) Revidirani Novi opći katalog
- (engl.) Izvangalaktička baza podataka NASA-e i IPAC-a
- (engl.) Astronomska baza podataka SIMBAD
- (engl.) VizieR